# Harmacloninae
Harmacloninae es una subfamilia de   lepidópteros glosados del clado Ditrysia perteneciente a la familia Tineidae.

## Géneros
- Harmaclona
- Micrerethista